# Odd Frantzen
Odd Bernhard Frantzen (né le 20 janvier 1913 et mort le 2 octobre 1977) était un footballeur international norvégien.

## Biographie
Il joue la plupart de sa carrière dans le club norvégien du Hardy FK.
Il joue également en international, avec l'équipe de Norvège il gagne la médaille de bronze pendant les Jeux olympiques de 1936 à Berlin, et prend part à la coupe du monde 1938 en France.